# 243381 Alessio
243381 Alessio è un asteroide della fascia principale. Scoperto nel 2008, presenta un'orbita caratterizzata da un semiasse maggiore pari a 2,3391275 UA e da un'eccentricità di 0,2211692, inclinata di 24,08850° rispetto all'eclittica.
L'asteroide è dedicato ad Alessio Muler, figlio di uno degli scopritori.